# 곤 투모로우
곤 투모로우는 2016년의 뮤지컬이다.

## 2016년 초연
- 강필석, 임병근, 이동하 : 김옥균 역
- 김재범, 김무열, 이율 : 홍종우 역
- 김민종, 조순창, 박영수 : 고종 역
- 김법래, 임별 : 이완 총리 역
- 이시후 : 종윤 역
- 김수로, 강성진, 정이찬 : 와다 역